# SS Zealandic (1911)
El SS Zealandic fue un transatlántico británico a vapor, construido por los astilleros de Harland and Wolff e inicialmente operado por la naviera White Star Line. Fue usado como un navío de pasajeros y como un navío de carga. El Zealandic sirvió en las dos guerras mundiales.

## Historia
El Zealandic fue construido por Harland and Wolff en Belfast y fue botado el día 29 de junio de 1911. Su viaje inaugural ocurrió cuatro meses después, el día 30 de octubre de 1911, en la ruta de Liverpool a Wellington, en Nueva Zelanda. Durante un viaje el día 22 de enero de 1913, el Zealandic partió de Wellington con un récord de lana exportada, y al mismo tiempo, fue fletado para el transporte de inmigrantes por el gobierno australiano.

## Primera Guerra Mundial
El día 2 de julio de 1915, el Zealandic tuvo un encuentro con el submarino alemán U-39, que lo persiguió, sin embargo su velocidad le permitió escapar ileso. El barco permaneció en servicio para la White Star Line hasta 1917, cuando el Zealandic fue requisado por la Marina Real para el transporte de tropas, debido a la Primera Guerra Mundial. El día 15 de junio de 1919 fue liberado del servicio militar y volvió a la White Star Line.

## Posguerra
El navío fue premiado con una suma de 6350 libras por haber rescatado al barco velero Garthsnaid en 1923.
La compañía Aberdeen adquirió el Zealandic en el año 1926, y fue posteriormente renombrado como Mamilius. El buque fue nuevamente transferido para otra compañía llamada Shaw, Savill and Albion Line en 1932, siendo renombrado Mamari. Cuando la White Star Line se fusionó con la Cunard Line en 1934, el buque actuó en la ruta australiana, con el nombre de Mamari III.

## Segunda Guerra Mundial
En septiembre de 1939 el Zealandic fue vendido una vez más, esta vez al Almirantazgo, siendo utilizado en el servicio militar durante la Segunda Guerra Mundial y siendo reformado para parecerse al portaaviones británico HMS Hermes. El 4 de junio de 1941, mientras se dirigía al astillero de Chatham en Kent para convertirse nuevamente en un buque de carga, fue atacado por aviones alemanes en la costa inglesa cerca de Cromer, Norfolk.  Mientras intentaba evitar el ataque, el barco golpeó los restos de un navío sumergido (pertenecientes al Ahamo, hundido por una mina marina el día 8 de abril de aquel año) y encalló. Había intenciones de reparar el barco; sin embargo, antes de que esto fuera posible, fue torpedeado por unos E-boats alemanes. La tripulación fue transportada por un remolcador y desembarcaron en Grimsby.